# Meselson–Stahl-experimentet

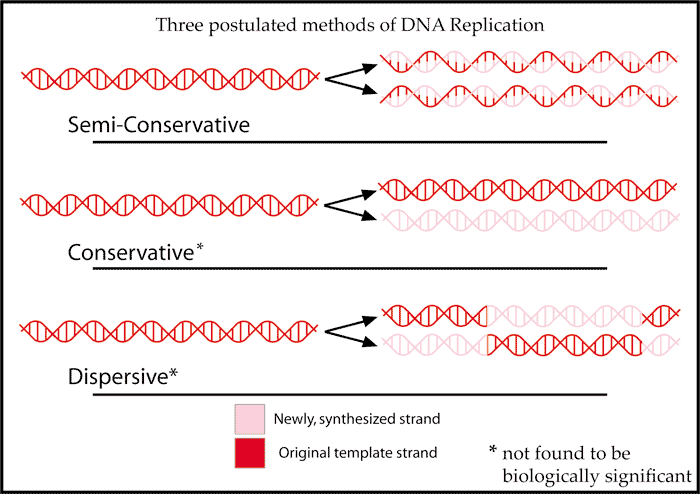
Olika förslag på hur replikation skulle kunna gå till.

Meselson–Stahl-experimentet var ett experiment som utfördes av Matthew Meselson och Franklin Stahl. Det visade att DNA-replikation var semikonservativt. Semikonservativ replikation innebär att när de två strängarna i DNA-helixen replikeras består de två nya helixarna båda av en DNA-sträng från den ursprungliga helixen och en ny sträng.
Kväve är den huvudsakliga beståndsdelen i DNA. 14N är den i särklass vanligaste kväveisotopen, men DNA med den tyngre 15N finns också. 15N är inte radioaktiv, bara tyngre än den vanliga kväveatomen.
E. coli odlades i flera generationer i ett medium med 15N. När DNA extraheras från dessa celler och centrifugerades på en saltdensitetsgradient, separerades DNA:et ut när dess densitet var lika stor som saltlösningens. DNA:et i de kvarvarande cellerna hade högre densitet och innehöll huvudsakligen 15N. Därefter placerades dessa kvarvarande E. coli-celler i ett 14N-medium och tilläts dela sig endast en gång. Slutligen extraherades DNA från cellerna och jämfördes med DNA från 
14N- och 15N-celler. Det visade sig ha nästan exakt mellanliggande densitet. Eftersom konservativ replikation skulle resultera i en lika stor mängd DNA med massa som 15N och 14N (men inget mittemellan) så kunde konservativ replikation uteslutas. Resultatet var förenligt med både semikonservativ och dispersiv replikation. Semikonservativ replikation skulle resultera i dubbel-strängat DNA, med en sträng av 15N och en av 14N, medan dispersiv replikation skulle resultera i dubbel-strängat DNA där 15N och 14N ligger blandade. Både dessa två blir DNA med en mellanliggande densitet.
Sedan extraherades DNA från celler som odlats i flera generationer i ett 15N-medium, och sedan delats två gånger i ett 14N-medium. Detta DNA visade sig bestå av lika stor mängd av två olika densiteter, en motsvarande den mellanliggande densiteten av DNA:et från cellerna som bara delats en gång i 14N-medium, den andra motsvarade den hos cellerna som endast varit i 14N-medium. Detta stämde inte med dispersiv replikation, som skulle ha gett endast en densitet, lägre än den mellanliggande densiteten hos engenerations-cellernas DNA, men ändå högre än cellerna odlade endast i 14N-mediets DNA, eftersom det första 15N-DNA:et skulle ha delats up jämnt mellan alla DNA-strängar. Resultatet stämde överens med semikonservativ replikation, på så sätt att hälften av andragenerationscellerna skulle haft en sträng med 15N tillsammans med en av 14N, som väger upp för DNA:et med mellanliggande densitet. Den andra halvan av cellerna skulle bestå endast av 14N DNA, en syntetiserad i den första delningen, och den andra i den andra delningen. Denna upptäckt var väldigt viktig för utvecklingen av biologin och är till stor hjälp för behandlingen av sjukdomar (t.ex. cancer).